# 海上特勤隊
海上特勤隊（俗稱海上蛟龍），是原公安边防部队的一支準軍事化水上特種警察部隊，隶属于原广东省公安边防总队深圳支队。主要负责為處理水上嚴重罪案、反恐、打撈、搜查、水底搜索、處理爆炸品及潛水拯救等。海上特勤隊是中國大陸第一支水陸兩棲的特種警察部隊，建立初期由香港警務處特別任務連訓練。

## 歷史
由於深圳毗鄰香港，深圳市海上轄區距離香港最近的地方不過為400米距離，走私及偷渡等犯罪活動屢禁不止，深圳市公安局於海上反恐方面上存在空白。加上深圳與香港之間的水上及水下安全保障的需要，組織及建立一支具備水陸兩棲執勤能力的快速反應部隊迫在眉睫。
2008年，隨著深圳市成為爭取舉辦2011年世界大學生夏季運動會，深圳市公安局邊防支隊作為負責是次運動會開幕式及海上競技項目保安事務的主要武裝力量，經過上級批准，海上特勤隊的組織籌備事務正式開始。全支邊防支隊共有逾1,000名人員，經過多層遴選，逾20多名在游泳、越野、格鬥、射擊及船艇駕駛等科目上表現優秀的人員脫穎而出，加入成為首批海上特勤隊人員。
2008年8月18日，海上特勤隊正式成立。與此同時，深圳市人民政府特別撥款1億元人民幣，以支持海上特勤隊添置一批與美國海軍陸戰隊同樣的裝備。
2011年，在世界大學生夏季運動會舉行期間，海上特勤隊進行了上述項目的海上競技項目的海域搜查、打撈及海上突發事件處理等任務。在開幕式及海上競技項目舉行前，海上特勤隊都提前進行了水底搜索及進行排除障礙，並且聯絡了香港警務處水警總區進行聯合水上巡邏。
成立至2012年10月15日，海上特勤隊人員的平均潛水時間逾500小時，出動了警察力量315次，進行了水上巡邏達7,200海里，拯救了12名水上遇險人士。
2018年3月21日，根据《深化党和国家机构改革方案》，公安边防部队不再列武警部队序列，全部退出现役，成建制划归公安机关，并结合新组建国家移民管理局进行适当调整整合。现役编制全部转为人民警察编制。2018年12月25日，公安现役部队官兵正式退出现役。

## 訓練
由於海上特勤隊是中國大陸第一支水陸兩棲的特種警察部隊，隊伍於中國大陸內沒有任何其他先導者的經驗可以借鑒。為此，經過上級安排，海上特勤隊邀請了1名香港警務處特別任務連人員對其進行為期1年的潛水技能方面的指導及負責隊伍的訓練事務。當中基本訓練包括了體能訓練、耐高溫訓練（脫光上衣，在烈日下接受3至4小時的暴曬）、武裝泅渡訓練（游泳3,000米至5,000米、負重全副逾40斤的裝備游泳300米）、武裝越野（負重全副逾30斤的裝備，進行5公里的野外定向）。人員於完成基本訓練後，就會需要接受潛水訓練。訓練內容包括：人員根據要求潛入5米深的水下，在一根繩子上按照被指照的尺寸，精確地繫上6個結，而後再根據教練的訊號將其解開；水下求生訓練：人員被綁帶住手腳的情況下被投放在進水裡，人員需要自行將繩子解開，及設法浮出水面呼吸。人員在進行攜帶氧氣瓶潛水訓練時，教練會經常拔掉人員的氧氣管、關掉供氧按鈕或者扯掉其氧氣罩，讓人員學習解決及適應在無氧氣條件下的水下生存情況。
2010年9月，全體海上特勤隊人員被保送到位於青島市的中國人民解放軍海軍潛艇學院，學習潛水戰鬥、水下排除障礙、爆破、射擊、醫學及特種裝備的使用等項目。
此外，海上特勤隊每年都會聯同香港警務處水警總區及特別任務連進行聯合表演練習。

## 裝備
- 95式自動步槍
- 92式手槍
- 防彈衣
- 潜水服
- 水肺
- 呼吸管